# Kergu
Kergu est un village de la Commune de Vändra du Comté de Pärnu en Estonie.
Au 31 décembre 2011, il compte 189 habitants.